# Глен Јулин (Северна Дакота)
Глен Јулин (енгл. Glen Ullin) град је у америчкој савезној држави Северна Дакота.

## Демографија
По попису из 2010. године број становника је 807, што је 58 (-6,7%) становника мање него 2000. године.
| Група             | 2000.       | 2010.       |
| Белци             | 860 (99,4%) | 785 (97,3%) |
| Афроамериканци    | 0 (0,0%)    | 0 (0,0%)    |
| Азијати           | 0 (0,0%)    | 2 (0,2%)    |
| Хиспаноамериканци | 0 (0,0%)    | 3 (0,4%)    |
| Укупно            | 865         | 807         |